# جون باترسون (سياسي)
جون باترسون (بالإنجليزية: John Patterson)‏ هو سياسي نيوزلندي، ولد في 15 يناير 1855، وتوفي في 25 مارس 1923.